# ’74 Jailbreak
'74 Jailbreak – minialbum australijskiego zespołu AC/DC wydany 15 października 1984 roku na amerykańskim i japońskim rynku, a w 1990 roku także na europejskim. Na albumie zostały zamieszczone niektóre wczesne utwory AC/DC, wydane jedynie w Australii.
Pierwszy utwór pochodzi z australijskiej edycji albumu Dirty Deeds Done Dirt Cheap z 1976 r., a reszta utworów jest z australijskiej edycji albumu High Voltage, nagranego w 1974 r. i wydanego w następnym roku.

## Lista utworów
1. "Jailbreak" – 4:40
2. "You Ain't Got a Hold on Me" – 3:30
3. "Show Business" – 4:43
4. "Soul Stripper" – 6:23
5. "Baby, Please Don't Go" – 4:50

- Utwory od 1. do 3. zostały napisane przez Angusa Younga, Malcolma Younga, i Bona Scotta.
- Utwór 4. przez braci Youngów.
- Utwór 5. przez Big Joego Williamsa.

## Notatki
Do niedawna dziewięć innych utworów z australijskich albumów AC/DC bądź ze stron-b singli nie zostało ogólnoświatowo wydanych:
- "Can I Sit Next to You Girl" i "Rockin' in the Parlour" (oba z singla "Can I Sit Next to You Girl", z wokalistą Dave'em Evansem)
- "Stick Around" i "Love Song" (oba z albumu High Voltage)
- "R.I.P. (Rock in Peace)" (z albumu Dirty Deeds Done Dirt Cheap)
- "Fling Thing" (z singla "Jailbreak") ("Fling Thing" znane jest obecnie pod nazwą "Bonny" i jest zawarte na albumie koncertowym AC/DC Live)
- "Crabsody in Blue" (z albumu Let There Be Rock)
- "Carry Me Home" (z singla "Dog Eat Dog")
- "Cold Hearted Man" (z europejskiego wydania winylowego albumu Powerage)

Lecz 29 września 2009 zostały wydane na pierwszej płycie Kompilacji AC/DC Backtracks.

## Wykonawcy
- Angus Young – gitara prowadząca
- Malcolm Young – gitara rytmiczna
- Bon Scott – śpiew
- Phil Rudd – perkusja ("Jailbreak")
- Tony Currenti – perkusja
- Mark Evans – gitara basowa ("Jailbreak")
- George Young – gitara basowa